# Senátní obvod č. 20 – Praha 4

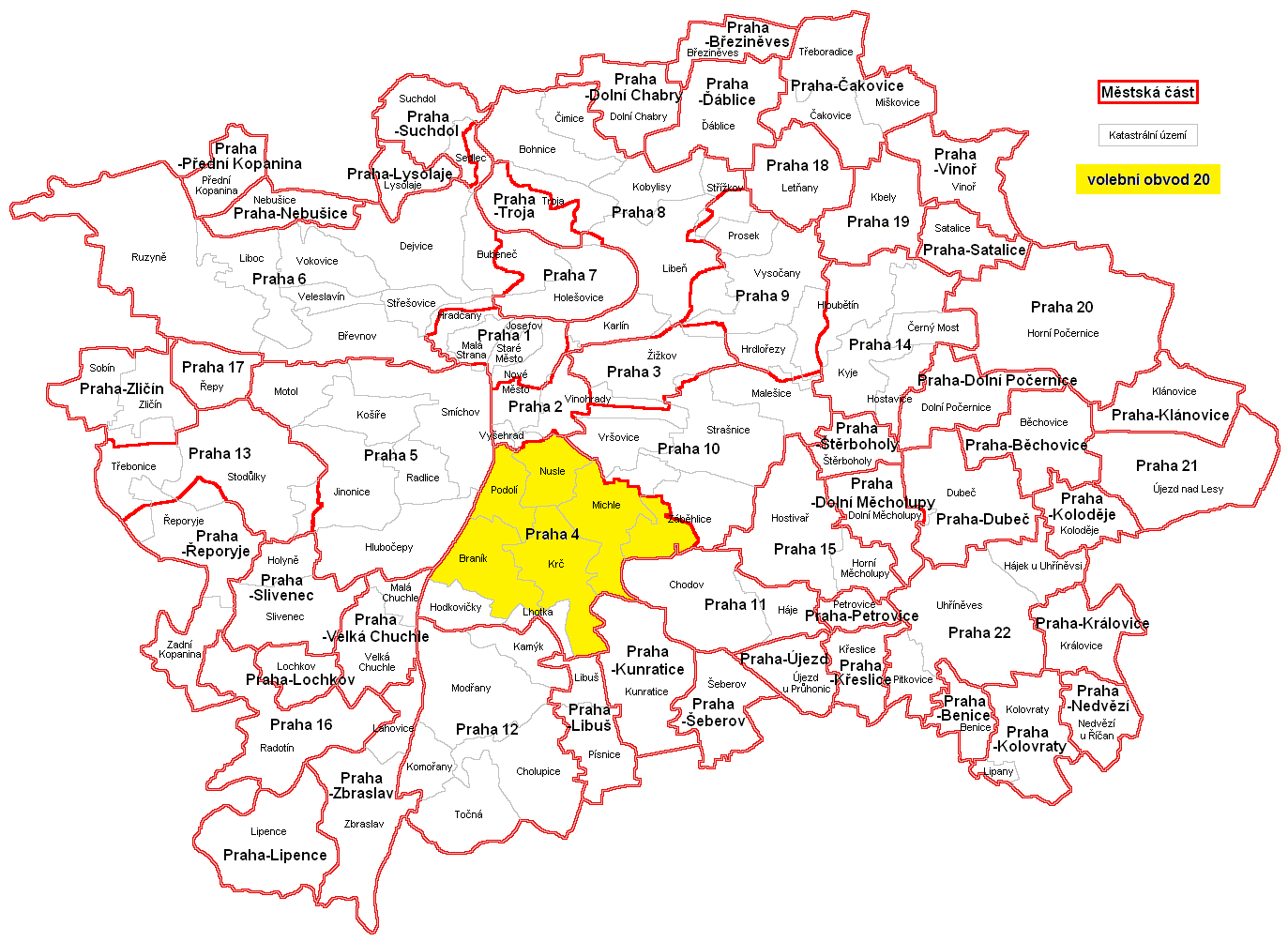
Senátní obvod č. 20 na mapě Prahy

Senátní obvod č. 20 – Praha 4 podle zákona č. 247/1995 Sb. zahrnuje území městské části Praha 4 s výjimkou katastrálních území Hodkovičky a Lhotka.
Současným senátorem je od roku 2018 nestraník Jiří Drahoš. V Senátu je členem Senátorského klubu Starostové a nezávislí. Dále působí jako předseda Výboru pro vzdělávání, vědu, kulturu, lidská práva a petice a člen Organizačního výboru.

## Senátoři

Zdeněk Klausner
Josef Zieleniec
František Příhoda
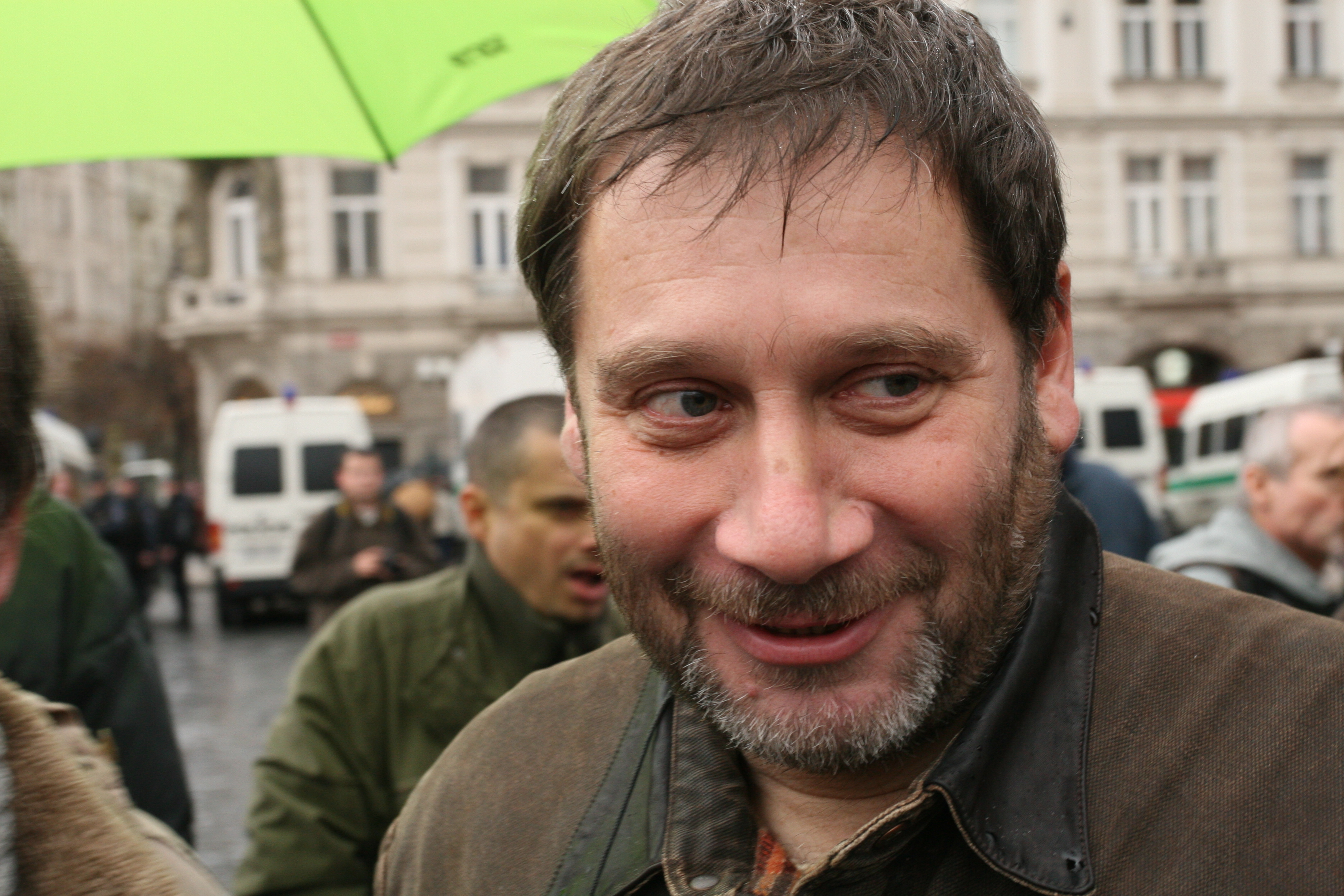
Tomáš Töpfer
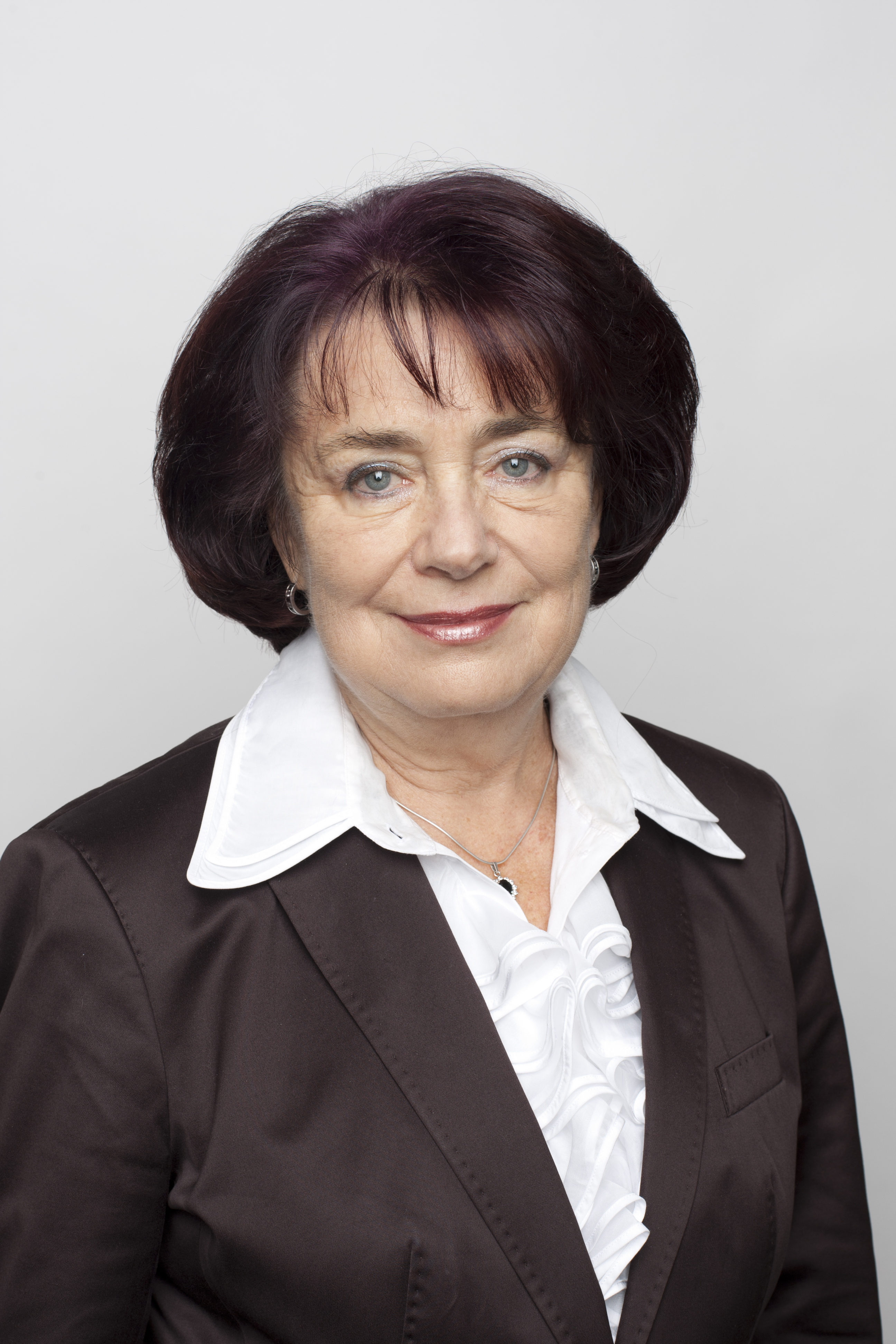
Eva Syková
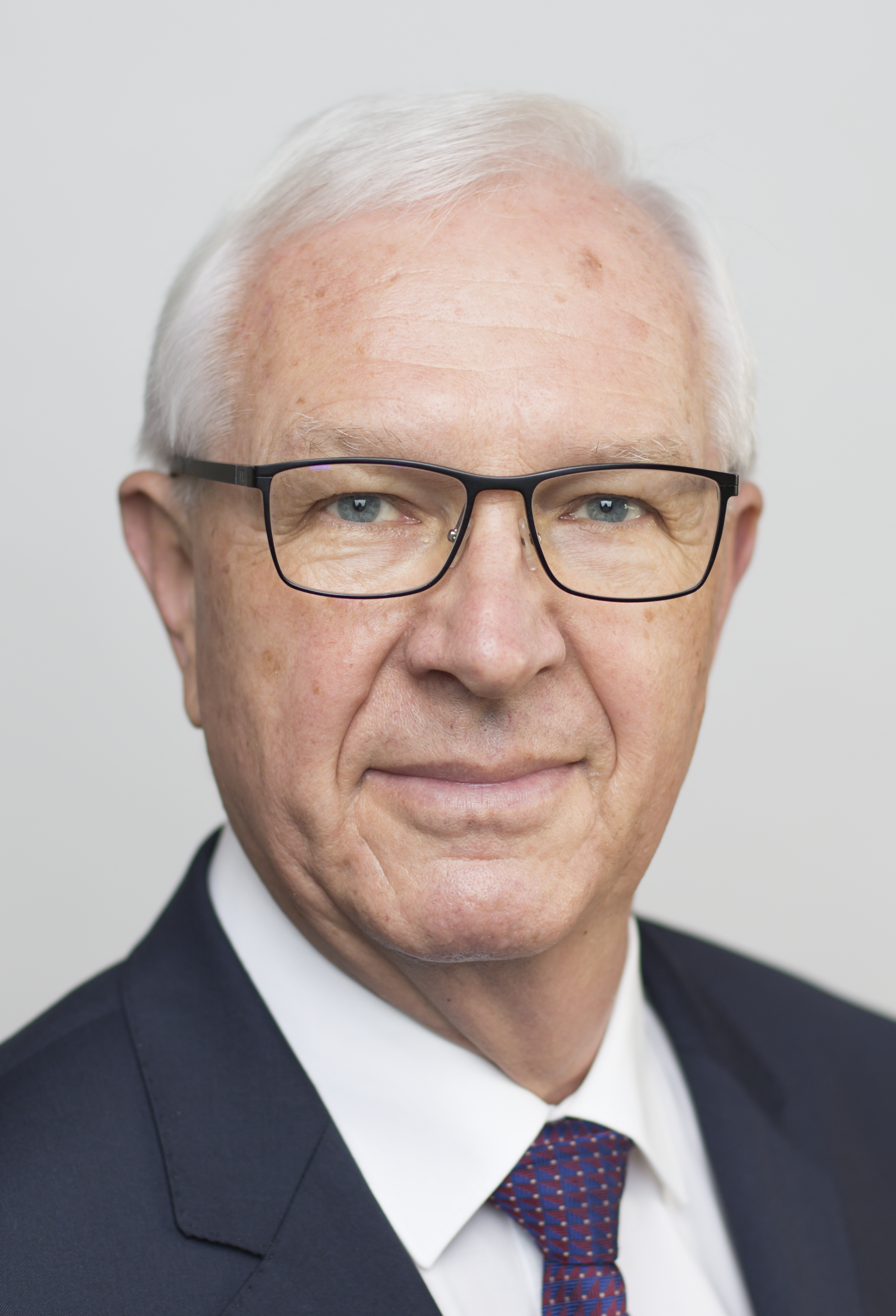
Jiří Drahoš

| Volby | Volby                              | Senátor           | Volební strana                      | Navrhující strana             | Politická příslušnost | Odkaz  |
| ----- | ---------------------------------- | ----------------- | ----------------------------------- | ----------------------------- | --------------------- | ------ |
|       | 1996                               | Zdeněk Klausner   | ODS                                 | ODS                           | ODS                   | profil |
|       | 2000                               | Josef Zieleniec   | 4KOALICE                            | US                            | BEZPP                 | profil |
|       | 2004                               | František Příhoda | ODS                                 | ODS                           | ODS                   | profil |
| 2006  | Tomáš Töpfer                       | BEZPP             | ODS                                 | ODS                           | profil                |        |
|       | 2012                               | BEZPP             | prof. MUDr. Eva Syková, DrSc., FCMA | ČSSD                          | ČSSD                  | profil |
|       | 2018                               | BEZPP             | prof. Ing. Jiří Drahoš, DrSc.       | STAN, KDU-ČSL, TOP 09, Zelení | STAN                  | profil |
| 2024  | KDU-ČSL, ODS, STAN, Piráti, TOP 09 | BEZPP             | prof. Ing. Jiří Drahoš, DrSc.       |                               | STAN                  |        |

## Volby

### Rok 1996
| Kandidát | Kandidát                              | Volební strana | Navrhující strana | Politická příslušnost | Počet hlasů (1. kolo) | %     | Počet hlasů (2. kolo) | %     |
| -------- | ------------------------------------- | -------------- | ----------------- | --------------------- | --------------------- | ----- | --------------------- | ----- |
|          | Zdeněk Klausner                       | ODS            | ODS               | ODS                   | 22 505                | 48,63 | 21 791                | 53,80 |
|          | JUDr. Dagmar Burešová                 | KDU-ČSL        | KDU-ČSL           | BEZPP                 | 9 924                 | 21,44 | 18 710                | 46,20 |
|          | prof. MUDr. Vladimír Kočandrle, DrSc. | ČSSD           | ČSSD              | BEZPP                 | 9 199                 | 19,88 | —                     | —     |
|          | Petr Zajíček                          | KSČM           | KSČM              | KSČM                  | 2 750                 | 5,94  | —                     | —     |
|          | JUDr. Petr Čunderlík                  | NEZ            | NEZ               | BEZPP                 | 700                   | 1,51  | —                     | —     |
|          | Richard Nemčok                        | NEI            | NEI               | NEI                   | 540                   | 1,17  | —                     | —     |
|          | Přemysl Vachalovský                   | PB             | PB                | PB                    | 443                   | 0,96  | —                     | —     |
|          | Ing. Vavřinec Bodenlos                | ČSNS           | ČSNS              | ČSNS                  | 220                   | 0,48  | —                     | —     |

### Rok 2000
Josef Zieleniec získal nadpoloviční většinu hlasů, stal se tedy senátorem už v 1. kole a 2. kolo se nekonalo.
| Kandidát | Kandidát               | Volební strana | Navrhující strana | Politická příslušnost | Počet hlasů (1. kolo) | %     |
| -------- | ---------------------- | -------------- | ----------------- | --------------------- | --------------------- | ----- |
|          | Josef Zieleniec        | 4KOALICE       | US                | BEZPP                 | 17 591                | 52,11 |
|          | Zdeněk Klausner        | ODS            | ODS               | ODS                   | 8 794                 | 26,05 |
|          | RNDr. Miroslav Prokeš  | KSČM           | KSČM              | KSČM                  | 3 565                 | 10,56 |
|          | Ing. Světlana Navarová | ČSSD           | ČSSD              | ČSSD                  | 3 149                 | 9,32  |
|          | Rudolf Mazáč           | PB             | PB                | BEZPP                 | 656                   | 1,94  |

### Rok 2004 (doplňovací)
Poté, co byl senátor Josef Zieleniec zvolen do Evropského parlamentu, konaly se mimořádné doplňovací volby.
| Kandidát | Kandidát                    | Volební strana | Navrhující strana | Politická příslušnost | Počet hlasů (1. kolo) | %     | Počet hlasů (2. kolo) | %     |
| -------- | --------------------------- | -------------- | ----------------- | --------------------- | --------------------- | ----- | --------------------- | ----- |
|          | František Příhoda           | ODS            | ODS               | ODS                   | 6 663                 | 37,82 | 8 078                 | 60,12 |
|          | prof. Erazim Kohák, Ph.D.   | ČSSD           | ČSSD              | ČSSD                  | 3 547                 | 20,13 | 5 358                 | 39,87 |
|          | doc. Ing. Tomáš Ježek, CSc. | "LIRA"         | "LIRA"            | BEZPP                 | 2 859                 | 16,22 | —                     | —     |
|          | Jan Vávra                   | Unie-P4        | ED                | BEZPP                 | 2 176                 | 12,35 | —                     | —     |
|          | Karel Skoupil               | KSČM           | KSČM              | KSČM                  | 2 023                 | 11,48 | —                     | —     |
|          | Vladimír Němec              | SZR            | SZR               | SZR                   | 251                   | 1,42  | —                     | —     |
|          | Petr Švec                   | NSJ            | NSJ               | NSJ                   | 97                    | 0,55  | —                     | —     |

### Rok 2006
| Kandidát | Kandidát                                 | Volební strana | Navrhující strana | Politická příslušnost | Počet hlasů (1. kolo) | %     | Počet hlasů (2. kolo) | %     |
| -------- | ---------------------------------------- | -------------- | ----------------- | --------------------- | --------------------- | ----- | --------------------- | ----- |
|          | Tomáš Töpfer                             | ODS            | ODS               | BEZPP                 | 20 143                | 49,61 | 18 669                | 73,07 |
|          | prof. Ing. Richard Hindls, CSc., dr.h.c. | ČSSD           | ČSSD              | BEZPP                 | 7 204                 | 17,74 | 6 877                 | 26,92 |
|          | Václav Krása                             | Unie-P4        | KDU-ČSL           | BEZPP                 | 5 919                 | 14,57 | —                     | —     |
|          | Mgr. Petr Štěpánek, CSc.                 | SZ             | SZ                | SZ                    | 4 432                 | 10,91 | —                     | —     |
|          | Karel Skoupil                            | KSČM           | KSČM              | KSČM                  | 2 903                 | 7,15  | —                     | —     |

### Rok 2012
| Kandidát | Kandidát                            | Volební strana | Navrhující strana | Politická příslušnost | Počet hlasů (1. kolo) | %     | Počet hlasů (2. kolo) | %     |
| -------- | ----------------------------------- | -------------- | ----------------- | --------------------- | --------------------- | ----- | --------------------- | ----- |
|          | prof. MUDr. Eva Syková, DrSc., FCMA | ČSSD           | ČSSD              | BEZPP                 | 7 055                 | 24,72 | 12 243                | 52,50 |
|          | Tomáš Töpfer                        | ODS            | ODS               | BEZPP                 | 6 756                 | 23,67 | 11 076                | 47,49 |
|          | Mgr. Petr Štěpánek, CSc.            | SZ, KDU-ČSL    | SZ                | SZ                    | 6 492                 | 22,75 | —                     | —     |
|          | Karel Skoupil                       | KSČM           | KSČM              | KSČM                  | 3 196                 | 11,20 | —                     | —     |
|          | Ladislav Kunert                     | TOP 09, STAN   | TOP 09            | TOP 09                | 2 438                 | 8,54  | —                     | —     |
|          | Jan Nádvorník                       | Svobodní       | Svobodní          | BEZPP                 | 1 241                 | 4,34  | —                     | —     |
|          | MUDr. Miloslav Kramný               | Suverenita     | Suverenita        | BEZPP                 | 799                   | 2,80  | —                     | —     |
|          | Karel Kolář                         | PP             | PP                | BEZPP                 | 386                   | 1,35  | —                     | —     |
|          | Ing. Jaromír Novotný                | NÁR.SOC.       | NÁR.SOC.          | BEZPP                 | 168                   | 0,58  | —                     | —     |

### Rok 2018
Jiří Drahoš získal nadpoloviční většinu hlasů, stal se tedy senátorem už v 1. kole a 2. kolo se nekonalo.
| Kandidát | Kandidát                            | Volební strana                | Navrhující strana | Politická příslušnost | Počet hlasů (1. kolo) | %     |
| -------- | ----------------------------------- | ----------------------------- | ----------------- | --------------------- | --------------------- | ----- |
|          | prof. Ing. Jiří Drahoš, DrSc.       | STAN, KDU-ČSL, TOP 09, Zelení | STAN              | BEZPP                 | 20 595                | 52,65 |
|          | prof. MUDr. Eva Syková, DrSc., FCMA | ANO                           | ANO               | BEZPP                 | 5 110                 | 13,06 |
|          | Ing. Martin Dvořák                  | ODS                           | ODS               | BEZPP                 | 4 868                 | 12,44 |
|          | MUDr. Miroslava Skovajsová, Ph.D.   | ČSSD                          | ČSSD              | BEZPP                 | 3 058                 | 7,81  |
|          | Benjamin Miloslav Kuras             | REAL                          | REAL              | BEZPP                 | 2 801                 | 7,16  |
|          | Ing. Jiří Kocman                    | SPD                           | SPD               | SPD                   | 1 251                 | 3,19  |
|          | Karel Skoupil                       | KSČM                          | KSČM              | KSČM                  | 1 169                 | 2,98  |
|          | Mgr. Rudolf Karel Mazáč             | Dost je Dost !                | Dost je Dost !    | Dost je Dost !        | 258                   | 0,65  |

### Rok 2024
Ve volbách v roce 2024 senátor Jiří Drahoš obhajoval svůj mandát za hnutí STAN, Piráty a koalici SPOLU (tj. ODS, KDU-ČSL a TOP 09). Jeho vyzyvateli byli ekonomka Markéta Šichtařová ze Svobodných, kandidát hnutí ANO a manažer Josef Svoboda, podnikatel Pavel Sehnal z APB nebo přírodovědec a bývalý předseda Zelených Petr Štěpánek, který v tomto obvodu kandidoval již ve volbách v letech 2006 a 2012. Za hnutí ANS kandidovala jeho předsedkyně Vladimíra Vítová a o post senátora rovněž usilovali vysokoškolský pedagog a kandidát SOCDEM Filip Outrata a živnostník Jiří Folajtár, který kandidoval za hnutí JaSaN.
V prvním kole vyhrál s 48,21 % hlasů Jiří Drahoš. Do druhého kola s ním postoupil také Josef Svoboda, který obdržel 16,96 % hlasů.
Ve druhém kole vyhrál Jiří Drahoš, který získal 74,26 % hlasů.
| Kandidát | Kandidát                                       | Volební strana                     | Navrhující strana | Politická příslušnost | Počet hlasů (1. kolo) | %     | Počet hlasů (2. kolo) | %     |
| -------- | ---------------------------------------------- | ---------------------------------- | ----------------- | --------------------- | --------------------- | ----- | --------------------- | ----- |
|          | prof. Ing. Jiří Drahoš, DrSc., dr. h. c. mult. | KDU-ČSL, ODS, STAN, Piráti, TOP 09 | STAN              | BEZPP                 | 12 130                | 48,21 | 11 896                | 74,26 |
|          | Mgr. Ing. Josef Svoboda, Ph.D.                 | ANO                                | ANO               | BEZPP                 | 4 267                 | 16,96 | 4 123                 | 25,73 |
|          | Mgr. Petr Štěpánek, CSc.                       | Zelení                             | Zelení            | Zelení                | 3 690                 | 14,66 | —                     | —     |
|          | Ing. Markéta Šichtařová                        | Svobodní                           | Svobodní          | Svobodní              | 3 532                 | 14,04 | —                     | —     |
|          | Mgr. Filip Outrata, Ph.D.                      | SOCDEM                             | SOCDEM            | SOCDEM                | 689                   | 2,73  | —                     | —     |
|          | Ing. Pavel Sehnal                              | APB                                | APB               | APB                   | 546                   | 2,17  | —                     | —     |
|          | PhDr. Vladimíra Vítová, Ph.D.                  | ANS                                | ANS               | ANS                   | 216                   | 0,85  | —                     | —     |
|          | Jiří Folajtár                                  | JaSaN                              | JaSaN             | BEZPP                 | 86                    | 0,34  | —                     | —     |

## Volební účast
|  | nejvyšší volební účast |  | nejnižší volební účast |

| Rok  | % (1. kolo) | % (2. kolo) |
| ---- | ----------- | ----------- |
| 1996 | 46,86       | 40,94       |
| 2000 | 34,97       | —           |
| 2004 | 20,00       | 15,21       |
| 2006 | 41,93       | 25,48       |
| 2012 | 31,48       | 25,31       |
| 2018 | 45,06       | —           |
| 2024 | 29,59       | 18,77       |